# 乔治安妮·莫林
乔治安妮·莫林（英語：Georganne Moline，1990年3月6日—），美国女子田径运动员，主攻400米短跑和跨栏，2018年世界室内田径锦标赛女子4×400米接力金牌得主、2018年北美田径锦标赛女子400米栏铜牌得主。